# 郑剑英
郑剑英（？—1990年），中华人民共和国政治人物、外交官。浙江镇海人。1988年，接替张俊华担任中华人民共和国驻伊拉克大使。1990年，任内病亡，由郑达庸接任。